# Anuropus aeronautus
Anuropus aeronautus is een pissebed uit de familie Anuropidae. De wetenschappelijke naam van de soort is voor het eerst geldig gepubliceerd in 1980 door Sivertsen & Holthuis.